# 札維耶·波瓦
札維耶·波瓦（法語：Xavier Beauvois，1967年3月20日—）是一位法國導演、劇作家。

## 生平
札維耶·波瓦以《別忘記你即將死去》（N'oublie pas que tu vas mourir）獲得1996年坎城影展評審團獎。2010年，札維耶·波瓦以《人神之間》獲得坎城影展評審團大獎，並代表法國參加奧斯卡最佳外語片獎，但並未入圍。2014年，札維耶·波瓦以《榮耀的代價》（La Rançon de la gloire）入圍第71屆威尼斯影展。

## 作品
- 《北方》
- 《別忘記你即將死去》
- 《小小警官》
- 《馬提厄的看法》
- 《人神之間》
- 《榮耀的代價》

## 外部連結
- Xavier Beauvois在互联网电影资料库（IMDb）上的資料（英文）